# 聚合物工程
聚合物工程（英語：polymer engineering）是一個主要針對聚合物材料進行設計、分析或改良的工程學領域。聚合物工程涵蓋了石化工業、聚合反應、結構與性質以及混摻、加工與應用等面向。

## 材料
聚合物基本上有熱塑性、彈性體和熱固性等分類，其各自的應用領域也有所不同。